# Atalantia
Atalantia Corrêa, 1805 è un genere di piante della famiglia delle Rutacee (sottofamiglia Aurantioideae).

## Tassonomia
Il genere comprende le seguenti specie:
- Atalantia acuminata C.C.Huang
- Atalantia buxifolia (Poir.) Oliv. ex Benth.
- Atalantia ceylanica (Arn.) Oliv.
- Atalantia citroides Pierre ex Guillaumin
- Atalantia dasycarpa C.C.Huang
- Atalantia fongkaica C.C.Huang
- Atalantia guillauminii Swingle
- Atalantia henryi (Swingle) C.C.Huang
- Atalantia kwangtungensis Merr.
- Atalantia lauterbachii (Swingle) Govaerts
- Atalantia linearis (Blanco) Merr.
- Atalantia macrophylla (Oliv.) Kurz
- Atalantia monophylla DC.
- Atalantia paniculata Warb.
- Atalantia racemosa Wight ex Hook.
- Atalantia retusa Merr.
- Atalantia rotundifolia (Thwaites) Yu.Tanaka
- Atalantia roxburghiana Hook.f.
- Atalantia sessiliflora Guillaumin
- Atalantia simplicifolia (Roxb.) Engl.
- Atalantia stenocarpa Drake
- Atalantia wightii Yu.Tanaka